# Selezioni giovanili della nazionale femminile di pallavolo della Danimarca
Le selezioni giovanili della nazionale femminile di pallavolo della Danimarca sono gestite dalla federazione pallavolistica della Danimarca (DVF) e partecipano ai tornei pallavolistici internazionali per squadre nazionali femminili limitatamente a specifiche classi d'età.

## Under 22
La selezione nazionale under 22 rappresenta la Danimarca nelle competizioni internazionali dove il limite di età è di 22 anni.
Non ha mai preso parte ad alcun torneo ufficiale.

## Under 21
La selezione nazionale under 21 rappresenta la Danimarca nelle competizioni internazionali dove il limite di età è di 21 anni.
| Campionato europeo | Campionato europeo |
| Edizione           | Piazzamento        |
| ------------------ | ------------------ |
| 2022               | 5º posto           |

## Under 20
La selezione nazionale under 20 rappresenta la Danimarca nelle competizioni internazionali dove il limite di età è di 20 anni.
Non ha mai preso parte ad alcun torneo ufficiale.

## Under 19
La selezione nazionale under 19 rappresenta la Danimarca nelle competizioni internazionali dove il limite di età è di 19 anni.
| Campionato europeo | Campionato europeo |
| Edizione           | Piazzamento        |
| ------------------ | ------------------ |
| 1966               | non qualificata    |
| 1969               | non qualificata    |
| 1971               | non qualificata    |
| 1973               | 17º posto          |
| 1975               | non qualificata    |
| 1977               | non qualificata    |
| 1979               | non qualificata    |
| 1982               | non qualificata    |
| 1984               | non qualificata    |
| 1986               | non qualificata    |
| 1988               | non qualificata    |
| 1990               | non qualificata    |
| 1992               | non qualificata    |
| 1994               | non qualificata    |
| 1996               | non qualificata    |
| 1998               | non qualificata    |
| 2000               | non qualificata    |
| 2002               | non qualificata    |
| 2004               | non qualificata    |
| 2006               | non qualificata    |
| 2008               | non qualificata    |
| 2010               | non qualificata    |
| 2012               | non qualificata    |
| 2014               | non qualificata    |
| 2016               | non qualificata    |
| 2018               | non qualificata    |
| 2020               | non qualificata    |
| 2022               | non qualificata    |

## Under 18
La selezione nazionale under 18 rappresenta la Danimarca nelle competizioni internazionali dove il limite di età è di 18 anni.
Non ha mai preso parte ad alcun torneo ufficiale.

## Under 17
La selezione nazionale under 17 rappresenta la Danimarca nelle competizioni internazionali dove il limite di età è di 17 anni.
Non ha mai preso parte ad alcun torneo ufficiale.

## Under 16
La selezione nazionale under 16 rappresenta la Danimarca nelle competizioni internazionali dove il limite di età è di 16 anni.
| Campionato europeo | Campionato europeo |
| Edizione           | Piazzamento        |
| ------------------ | ------------------ |
| 2017               | 11º posto          |
| 2019               | non qualificata    |
| 2021               | non qualificata    |
| 2025               | non qualificata    |